# Voznessensk
Voznessensk (en ucraïnès Вознесенськ) és una ciutat de la província de Mikolaiv, Ucraïna. El 2021 tenia 34.050 habitants.